# Animaletti di provola
Les animaletti di provola sont des fromages produits dans la province de Catanzaro, en Calabre, et plus particulièrement à Marcellinara. Ils sont fabriqués à partir de lait de vache. Ce sont de petits fromages à pâte dure de couleur jaune paille en forme d'animaux (cheval - parfois avec un cavalier -, girafe, porcelet...), façonnés à la main. 